# Exocelina ibalimi
Exocelina ibalimi (лат.) — вид жуков-плавунцов рода Exocelina (Copelatinae, Dytiscidae). Видовое название в честь Sentiko Ibalim, энтомолога из Папуа, собиравшего этих жуков.

## Распространение
Остров Новая Гвинея: Папуа — Новая Гвинея (Papua New Guinea: Sandaun Province, Mianmin area, ca 04°55.78’S, 141°38.18’E, на высоте 600—1200 м).

## Описание
Мелкие водные жуки коричневого цвета (ноги светлее, от желтовато-красного до коричневого), длина тела около 4 мм (от 3,45 до 4,8 мм), округло-овальной вытянутой формы тела; матовые. Усики 11-члениковые. Пятый протарзомер самцов длинный и узкий с более чем 80 передними щетинками и задним рядом из 11 длинных щетинок. Пронотум короткий, надкрылья без бороздок. Крылья хорошо развиты. Связаны с водой. Вид был впервые описан в 2018 году австрийским колеоптерологом Еленой Владимировной Шавердо (Helena Vladimirovna Shaverdo; Naturhistorisches Museum Wien, Вена, Австрия) и немецким энтомологом М. Балком (Michael Balke; Zoologische Staatssammlung München, Мюнхен Германия). Включён в состав видовой группы Exocelina casuarina-group, в которой сходен с видом Exocelina fume. Видовое название в честь Sentiko Ibalim, энтомолога из Папуа, собиравшего этих жуков.